# Tünet Együttes
A Tünet Együttes 2002 óta létező alkotói társulás. A társulat művészeti vezetője Szabó Réka matematikus, aki táncosként, koreográfusként és rendezőként 1995 óta van jelen a kortárs táncszínházi életben. A Tünet Együttes darabjaiban a szellemesség és a játékosság játsszák a főszerepet, darabjaik egyszerre elgondolkodtatóak, drámaiak, gyermekien felszabadultak és felszabadítóak.
A színészekből és táncosokból álló társulatban minden művész alkotótárs, előadásaik erőteljesen építenek a szereplők személyiségére és kreativitására. A társulat nem ismer műfaji határokat, előadásaikban egyenrangú elemekként kezelik a szöveget, a mozgást, zenét, vizualitást, és kedvelik a különleges technikai megoldásokat. Hétköznapi, mindannyiunkat foglalkoztató-megmozgató témákat dolgoznak fel és szólaltatnak meg a nézőtér és a színpad határait feszegető személyes nyelven, groteszk, ironikus, költői látásmóddal.
Repertoárjukban zenés-táncos kihallgatás, lay-down-comedy, interaktív videótechnikán alapuló táncelőadás, politikai táncszínház mellett található utcai performansz, strukturált improvizáció és gyermekeknek készült interaktív meseszínházi előadás is.
A társulat Magyarországon széles közönségbázissal rendelkezik, akik előadásról előadásra követik munkájukat, felléptek és fellépnek többek között a Jurányi Produkciós Közösségi Inkubátorházban, a Katona József Színházban, a MU Színházban, a Thália Színházban, a Trafó Kortárs Művészetek Házában. Egyre többet turnéznak külföldön is, számos befogadóhelyen és fesztiválon, harminc városban fordultak meg, többek között a The Place-ben Londonban, a prágai Nemzeti Színházban és az Alfred ve Dvoře Színházban, Hradec Královében a Festival European Regions keretében, a Schauspiel Kölnben és a Tanzlabor Bielefeldben, az újvidéki INFANT fesztiválon, a regensburgi Donumenta Fesztiválon, a helsinki Savoy-teatteriben, a szabadkai Kosztolányi Dezső Színházban és 2014 őszén az Alexander Kasser Theater ben, New Jersey-ben. 
Alapító előadóművészek: Gőz István, Szabó Réka, Szász Dániel.
Főbb előadásaik: 
- Alibi – zenés-táncos kihallgatás másfél órában
- Apropó – két darab egy este / Ez mind én leszek egykor; Nem emlékszem, hogy így neveltek volna
- Az élet értelme – avagy időmúlatás 60 percben
- Buddha szomorú avagy ne mássz fel, mert leesel
- Gyász – kripta-revü
- Karc – szabad ötletek színészekre és táncosokra
- Közhely – élet-disco
- Kucok – játssz velünk mesét
- Nincs ott semmi avagy alszanak-e nappal az álmok
- Priznic – lay-down comedy ágy felvonásban
- Szeánsz – aritmiás szívek klubja
- Véletlen – tudományos ismeretterjesztő táncjáték
- Voks – interaktív politikai táncszínház

A Tünet Együttes honlapja